# Sant Grau de Sant Gregori
Sant Grau de Sant Gregori és una església de Sant Gregori (Gironès) protegida com a Bé Cultural d'Interès Local.

## Descripció
Es tracta d'una capella d'una nau, absis semicircular i porta de mig punt a la façana. El rosetó de la façana pertany a la reforma que es va fer al segle xix. L'ermita està enrunada des del 1936. S'ha consolidat l'estructura i s'ha condicionat l'entorn. També hi ha un punt de vigilància forestal.